# Министерство внутренних дел по Республике Дагестан
Министерство внутренних дел по Республике Дагестан (сокр. , Полиция Дагестана) — территориальный орган управления МВД России в Республике Дагестан, осуществляющий функции по выработке и реализации политики и нормативно-правовому регулированию в сфере внутренних дел. Основными задачами ведомства являются обеспечение безопасности, прав и свобод граждан, пресечение и раскрытие преступлений, охрана общественного порядка.
МВД возглавляет начальник, которого назначает и отстраняет от должности Президент России по представлению Министра внутренних дел. В настоящее время начальником МВД является Абдурашид Магомедов (назначен 2010 год).
Штаб-квартира: город Махачкала, проспект Р. Гамзатова д. 7.

## История
История МВД России неразрывно связана с Дагестаном. Сохранились сведения о военных губернаторах Дагестанской области, которые решали и правоохранительные задачи. Это генерал-лейтенанты князья Чавчавадзе, Барятинский, Вольский, Тихонов, генерал-майоры Альфтан, Ермолов, полковник Дингизов-Джансах и другие, которые в разные годы отвечали перед царем за правопорядок в Дагестане.
С установлением Советской власти в республике начинается новый этап правоохранительных органов, в том числе и милиции. У истоков её становления стояли видные деятели республики Д. Коркмасов, Н. Самурский, М. Атаев, С. Дударов и другие.
21 апреля 1920 года дагестанский ревком назначил Керима Мамедбекова военным комиссаром и одновременно начальником милиции Дагестана. Ему было поручено подготовить проект организации милиции.
28 апреля 1920 года в Тимир-Хан-Шуре под председательством Д. Коркмасова было принято Постановление «для охраны революционного порядка и общественной безопасности создать Красную милицию». Этот день вошел в историю дагестанской милиции, как День её создания. 13 мая 1920 года был утвержден высший орган по милиции — Областное Управление рабочее-крестьянской милиции.
С образованием Дагестанской АССР, в феврале 1921 года Областное управление милиции переименовывается в Главное управление РКМ. Подразделениями Красной армии к концу 1925 года ликвидировали почти все эти банды. С первых дней создания Дагестанской милиции его ряды пополняли лучшие сыны наших народов. Наиболее заслуженные среди них назначили руководителями милицейских подразделений. Так, бывшие командиры красных партизанских отрядов, кавалеры ордена Боевого Красного знамени Х. Шапиев, М. Гитинов Б. Гаджиев, Э. Махмудов-Кацранский были назначены начальниками милиции Даргинского, Кюринского, Хунзахского, Хасавюртовского округов, рекомендованы Дагревкомом на должности начальника Гунибской милиции Г. Расторкин и начальник Главмилиции Дагестана Иван Сиргунин. Кроме него, в разное время Главмилицию возглавляли: Керим Мамедбеков, Нажмудин Самурский, Муслим Атаев, Магомед Мамаев, Максуд Мусаев, Шангерей Таркинский, Эфенди Махмудов-Кацранский, Петр Светличкин и другие. Большое значение НКВД ДАССР придавал не только подбору и расстановке кадров милиции, но и их профессиональному становлению. В марте 1922 года состоялся первый выпуск курсантов младшего командного состава в количестве 46 человек. 18 апреля 1922 года в Дербенте была открыта школа для первоначальной подготовки сотрудников милиции.

## Руководство
Министр внутренних дел Республики Дагестан — глава Министерства внутренних дел Республики Дагестан. Нынешний министр — Абдурашид Магомедов.

### Список Главы органа внутренних дел Дагестана

#### Дагестанской АССР
| # | Министр | Фото | Период правления | Партия | Этническая принадлежность | Звание | |
| Заведующий отдела внутренних дел Ревкома Дагестанской АССР ( с апреля 1920 по январь 1921 гг.) Нарком внутренних дел ДАССР ( введено с января 1921 г.) | Заведующий отдела внутренних дел Ревкома Дагестанской АССР ( с апреля 1920 по январь 1921 гг.) Нарком внутренних дел ДАССР ( введено с января 1921 г.) | Заведующий отдела внутренних дел Ревкома Дагестанской АССР ( с апреля 1920 по январь 1921 гг.) Нарком внутренних дел ДАССР ( введено с января 1921 г.) | Заведующий отдела внутренних дел Ревкома Дагестанской АССР ( с апреля 1920 по январь 1921 гг.) Нарком внутренних дел ДАССР ( введено с января 1921 г.) | Заведующий отдела внутренних дел Ревкома Дагестанской АССР ( с апреля 1920 по январь 1921 гг.) Нарком внутренних дел ДАССР ( введено с января 1921 г.) | Заведующий отдела внутренних дел Ревкома Дагестанской АССР ( с апреля 1920 по январь 1921 гг.) Нарком внутренних дел ДАССР ( введено с января 1921 г.) | Заведующий отдела внутренних дел Ревкома Дагестанской АССР ( с апреля 1920 по январь 1921 гг.) Нарком внутренних дел ДАССР ( введено с января 1921 г.) | Заведующий отдела внутренних дел Ревкома Дагестанской АССР ( с апреля 1920 по январь 1921 гг.) Нарком внутренних дел ДАССР ( введено с января 1921 г.) |
| --- | --- | --- | --- | --- | --- | --- | --- |
| 1 | Нажмудин Панахович Самурский | | с июня 1920 — декабрь 1921 | РКП(б) | Лезгин | — | |
| 2 | Керим Гусейнович Мамедбеков | | декабрь 1921—1922 | РКП(б) | Азербайджанец | — | |
| 3 | Абу-Муслим Гаджиевич Атаев | | 1922—1923 | ВКП(б) | Аварец | — | |
| 4 | Нахибашев, Алтай | | 1923—1930 | ВКП(б) | Аварец | — | |
| 5 | Халидов,Зубаир | | 1930—1933 | ВКП(б) | Аварец | — | |
| Начальники управления НКВД по Дагестанской АССР | | | | | | | |
| 1 | Александр Иванович Горбунов | | 15 июля 1934 — 28 февраля 1935 | ВКП(б) | Русский | | |
| 2 | Василий Георгиевич Ломоносов | | 22 марта 1935 — 16 февраля 1937 | ВКП(б) | Русский | Капитан государственной безопасности | |
| Народные комиссары внутренних дел Дагестанской АССР | | | | | | | |
| 4 | Василий Георгиевич Ломоносов | | 16 февраля 1937 — 29 декабря 1938 | ВКП(б) | Русский | Майор государственной безопасности | |
| 5 | Алексей Иванович Пантелеев | | 7 января 1939 — 26 февраля 1941 | ВКП(б) | Русский | Майор государственной безопасности | |
| 6 | Александр Петрович Медведев | | 26 февраля 1941 — 17 декабря 1942 | ВКП(б) | Русский | Майор государственной безопасности | |
| 7 | Григорий Теофилович Каранадзе | | 17 декабря 1942 — 7 мая 1943 | ВКП(б) | Грузин | Комиссар государственной безопасности | |
| 8 | Рубен Амбарцумович Маркарян | | 7 мая 1943 — 28 марта 1946 | ВКП(б) | Армянин | Генерал-лейтенант | |
| Министры внутренних дел Дагестанской АССР | | | | | | | |
| 1 | Рубен Амбарцумович Маркарян | | 28 марта 1946 — 7 августа 1953 | ВКП(б) | Армянин | Генерал-лейтенант | |
| 2 | Магомед Султанович Адуков | | 7 августа 1953 — 26 марта 1954 (или до 17 июня 1954)                                                                                                   | КПСС | Аварец | Полковник | |
| 3 | Далгат Халимбекович Сурхаев | | 7 апреля 1954 — февраль 1962 (или с 17 июня 1954) | КПСС | Даргинец | Полковник | |
| Министры охраны общественного порядка Дагестанской АССР                                                                                                | | | | | | | |
| 1 | Виктор Фёдорович Разуванов | | 1962—1968 | КПСС | | Комиссар милиции III-го ранга | |
| Министры внутренних дел Дагестанской АССР | | | | | | | |
| 4 | Виктор Фёдорович Разуванов | | 1968—1970 | КПСС | | Комиссар милиции III-го ранга | |
| 5 | Виктор Семёнович Свистунов | | 1970—1974 | КПСС | | Генерал-лейтенант внутренней службы | |
| 6 | Юрий Алексеевич Рытиков | | 1974—1979 | КПСС | | Генерал-майор милиции | |
| 7 | Иван Дмитриевич Титаренко | | 1979—1985 | КПСС | | Генерал-майор милиции | |
| 8 | Евгений Васильевич Полунин | | 1985—1992 | КПСС | | Генерал-майор милиции | |

#### Министры внутренних дел Республики Дагестан
| # | Министр                               | Фото | Период правления               | Партия | Этническая принадлежность | Звание                    |
| - | ------------------------------------- | ---- | ------------------------------ | ------ | ------------------------- | ------------------------- |
| 1 | Магомед Гитинович Абдуразаков         |      | январь 1992 — 22 мая 1998      |        | Аварец                    | Генерал-лейтенант милиции |
| 2 | Адильгерей Магомедович Магомедтагиров |      | 22 мая 1998 — 5 июня 2009      |        | Аварец                    | Генерал-лейтенант милиции |
| 3 | Али Алиевич Магомедов                 |      | 16 июля 2009 — 11 августа 2010 |        | Аварец                    | Генерал-майор милиции     |
| 4 | Абдурашид Магомедович Магомедов       |      | с 11 августа 2010              |        | Лакец                     | Генерал-лейтенант полиции |

## Структура
- Следственное управление
- Управление экономической безопасности и противодействия коррупции
- Управление организации охраны общественного порядка и взаимодействия с органами исполнительной власти
- Отдел правового обеспечения
- Управление государственной инспекции безопасности дорожного движения
- Специальный отряд быстрого реагирования
- Управление уголовного розыска
- Культурный центр
- Информационный центр
- Центр профессиональной подготовки
- Центр пенсионного обслуживания
- Отдел организации работы участковых уполномоченных полиции и подразделений по делам несовершеннолетних
- Управление вневедомственной охраны
- Центр лицензионно-разрешительной работы
- ОРЧ собственной безопасности
- Управление по работе с личным составом